# سيباستيان شتاينبرغ
سيباستيان شتاينبرغ (بالإنجليزية: Sebastian Steinberg)‏ هو عازف الباس المزدوج أمريكي، ولد في 20 فبراير 1959.

## وصلات خارجية
- سيباستيان شتاينبرغ على موقع ميوزك برينز (الإنجليزية)
- سيباستيان شتاينبرغ على موقع ديسكوغز (الإنجليزية)